# Royal Rumble
Cet article concerne le spectacle de catch annuel produit par la WWE. Pour le jeu vidéo sorti en 1993 pour la Super Nintendo et la Mega Drive, voir WWF Royal Rumble (jeu vidéo, 1993). Pour le jeu vidéo sorti en 2000 pour la Dreamcast, voir WWF Royal Rumble (jeu vidéo, 2000).
Royal Rumble est un spectacle annuel de catch organisé par la fédération professionnelle américaine WWE, diffusé tout d'abord à la télévision en paiement à la séance (pay-per-view), puis sur Internet via le service de vidéo à la demande par abonnement WWE Network. Le Royal Rumble se déroule chaque année depuis 1988, ce qui en fait l'un des plus anciens spectacles de catch produits par la WWE.
Chaque édition du Royal Rumble, à l'instar des autres spectacles annuels de la WWE, est constituée de matchs scénarisés aux résultats prédéterminés. Leur objectif est de conclure l'arc narratif de rivalités entre gentils et méchants catcheurs et, plus généralement, de storylines dont l'intrigue évolue au fil des émissions télévisées hebdomadaires de la WWE telles que WWE Raw et WWE SmackDown.
La principale caractéristique du Royal Rumble est son main event éponyme : un Royal Rumble match où, à la manière d'une bataille royale, plusieurs dizaines de protagonistes entrent à tour de rôle dans un même ring, avec pour objectif d'éliminer un à un leurs adversaires en les projetant en-dehors du ring ; la dernière personne présente dans le ring est déclarée vainqueure,,.

## Histoire

### Format de la compétition
Le Royal Rumble est une bataille royale à laquelle participent 30 catcheurs. Deux d'entre eux démarrent le match puis un nouvel entrant rejoint le ring au bout d'un temps prédéfini, ceci de façon régulière jusqu'à ce que tous les participants aient fait leur entrée. Comme lors d'une bataille royale standard, un participant est éliminé si, d'une manière ou d'une autre ses deux pieds touchent le sol après être passé par dessus la corde la plus haute du ring (la "troisième corde"). Ces éliminations ne sont confirmées qu'après constatation d'un des arbitres surveillant le match. Le vainqueur est le dernier à ne pas avoir été éliminé.

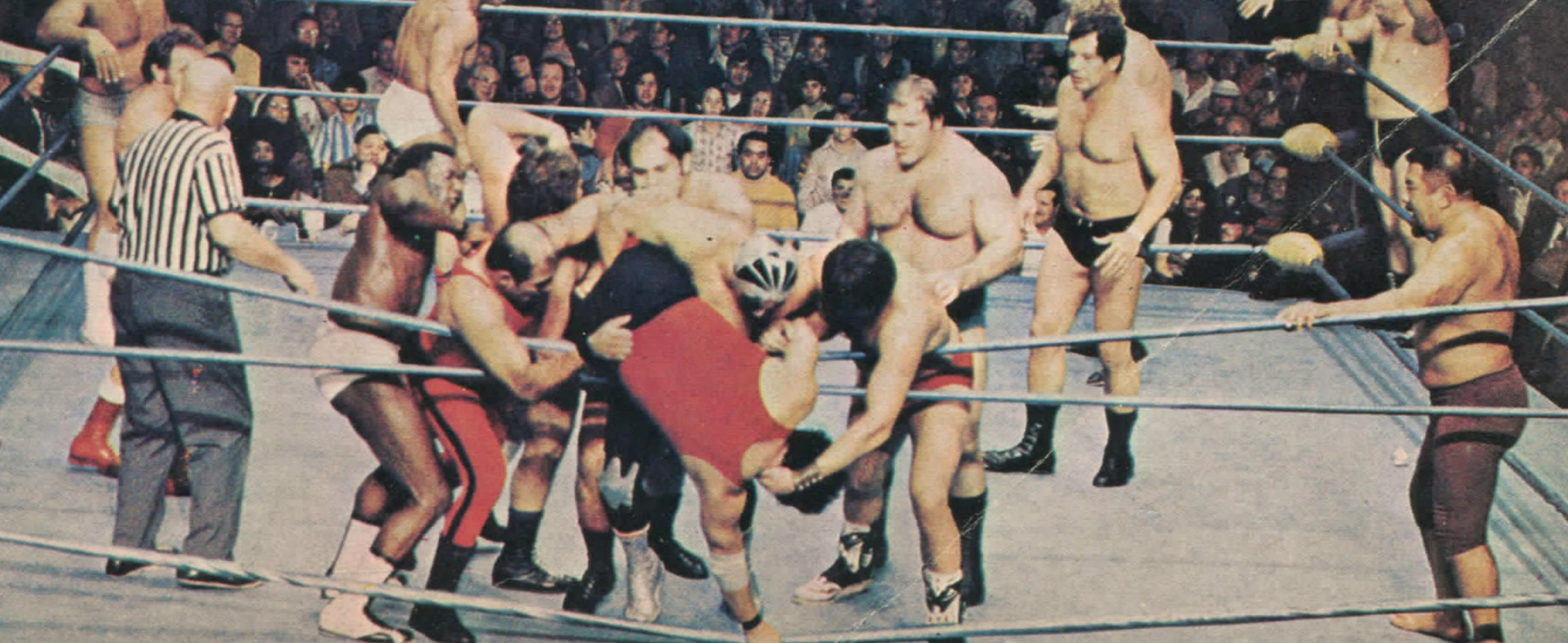
Une bataille royale organisée en 1973 par la World Wide Wrestling Federation, où plusieurs catcheurs se liguent pour projeter un adversaire hors du ring.

Le Royal Rumble n'a ni limite de temps ni disqualification, ce dernier point permettant des actes habituellement irréguliers, tels que l'utilisation d'objets, les coups bas ou même des éliminations provoquées par un participant déjà éliminé ou par une personne extérieure au match.
Si officiellement c'est au hasard que les participants reçoivent leur numéro d'entrée, ce dernier est en réalité choisi à l'avance par les organisateurs, tout comme les éliminations et le gagnant. Les scénaristes de la WWE permettent parfois quelques invraisemblances : un catcheur qui participe plusieurs fois au même match (comme Mick Foley qui entra 3 fois en 1998), l'apparition d'anciens catcheurs à la retraite (Roddy Piper et Jimmy Snuka en 2008), la participation de femmes dans un Royal Rumble masculin (Chyna en 1999 et 2000, Beth Phoenix en 2010, Kharma en 2012 et Nia Jax en 2019) ou deux catcheurs qui remportent simultanément le match (Bret Hart et Lex Luger en 1994). C'est également l'occasion de faire revenir des catcheurs qui étaient blessés ou absents des rings pour une autre raison, comme The Undertaker en 2003 ou Edge en 2010 et en 2020.
La victoire d'un catcheur au Royal Rumble lui donne droit, depuis l'édition 1993, à un match de championnat du monde deux mois plus tard dans le main event de WrestleMania, le plus grand pay-per-view de catch de l'année, toutes fédérations confondues. Le gagnant peut choisir d'être aspirant au championnat universel de la WWE ou ou au championnat du monde poids-lourd.

## Palmarès
(novembre 2024).
| #  | Édition | Date             | Ville (État)                    | Salle                        | Vainqueur               | Vainqueur | Vainqueur       | Vainqueur | Références |
| #  | Édition | Date             | Ville (État)                    | Salle                        | Hommes                  | No.       | Femmes          | No.       | Références |
| -- | ------- | ---------------- | ------------------------------- | ---------------------------- | ----------------------- | --------- | --------------- | --------- | ---------- |
| 1  | 1988    | 24 janvier 1988  | Hamilton (Ontario) Canada       | Copps Coliseum               | Jim Duggan              | 13        | NC              | NC        | ,          |
| 2  | 1989    | 15 janvier 1989  | Houston (Texas)                 | The Summit                   | Big John Studd          | 27        | NC              | NC        | ,          |
| 3  | 1990    | 21 janvier 1990  | Orlando (Floride)               | Orlando Arena                | Hulk Hogan              | 25        | NC              | NC        | ,          |
| 4  | 1991    | 19 janvier 1991  | Miami (Floride)                 | Miami Arena                  | Hulk Hogan              | 24        | NC              | NC        | ,          |
| 5  | 1992    | 19 janvier 1992  | Albany (New York)               | Knickerbocker Arena          | Ric Flair               | 3         | NC              | NC        | ,          |
| 6  | 1993    | 24 janvier 1993  | Sacramento (Californie)         | ARCO Arena                   | Yokozuna                | 27        | NC              | NC        | ,          |
| 7  | 1994    | 22 janvier 1994  | Providence (Rhode Island)       | Providence Civic Center      | Lex Luger               | 23        | NC              | NC        | ,          |
| 7  | 1994    | 22 janvier 1994  | Providence (Rhode Island)       | Providence Civic Center      | Bret Hart               | 27        | NC              | NC        | ,          |
| 8  | 1995    | 22 janvier 1995  | Tampa (Floride)                 | USF Sun Dome                 | Shawn Michaels          | 1         | NC              | NC        | ,          |
| 9  | 1996    | 21 janvier 1996  | Fresno (Californie)             | Selland Arena                | Shawn Michaels          | 18        | NC              | NC        | ,          |
| 10 | 1997    | 19 janvier 1997  | San Antonio (Texas)             | Alamodome                    | Steve Austin            | 5         | NC              | NC        | ,          |
| 11 | 1998    | 18 janvier 1998  | San José (Californie)           | San Jose Arena               | Steve Austin            | 24        | NC              | NC        | ,          |
| 12 | 1999    | 24 janvier 1999  | Anaheim (Californie)            | Arrowhead Pond of Anaheim    | Mr. McMahon             | 2         | NC              | NC        | ,          |
| 13 | 2000    | 23 janvier 2000  | New York (New York)             | Madison Square Garden        | The Rock                | 24        | NC              | NC        | ,          |
| 14 | 2001    | 21 janvier 2001  | La Nouvelle-Orléans (Louisiane) | New Orleans Arena            | Stone Cold Steve Austin | 27        | NC              | NC        | ,          |
| 15 | 2002    | 20 janvier 2002  | Atlanta (Géorgie)               | Philips Arena                | Triple H                | 22        | NC              | NC        | ,          |
| 16 | 2003    | 19 janvier 2003  | Boston (Massachusetts)          | FleetCenter                  | Brock Lesnar            | 29        | NC              | NC        | ,          |
| 17 | 2004    | 25 janvier 2004  | Philadelphie (Pennsylvanie)     | Wachovia Center              | Chris Benoit            | 1         | NC              | NC        | ,          |
| 18 | 2005    | 30 janvier 2005  | Fresno (Californie)             | Save Mart Center             | Batista                 | 28        | NC              | NC        | ,          |
| 19 | 2006    | 29 janvier 2006  | Miami (Floride)                 | American Airlines Arena      | Rey Mysterio            | 2         | NC              | NC        | ,          |
| 20 | 2007    | 28 janvier 2007  | San Antonio (Texas)             | AT&T Center                  | The Undertaker          | 30        | NC              | NC        | ,          |
| 21 | 2008    | 27 janvier 2008  | New York (New York)             | Madison Square Garden        | John Cena               | 30        | NC              | NC        | ,          |
| 22 | 2009    | 25 janvier 2009  | Détroit (Michigan)              | Joe Louis Arena              | Randy Orton             | 8         | NC              | NC        | ,          |
| 23 | 2010    | 31 janvier 2010  | Atlanta (Géorgie)               | Philips Arena                | Edge                    | 29        | NC              | NC        | ,          |
| 24 | 2011    | 30 janvier 2011  | Boston (Massachusetts)          | TD Garden                    | Alberto Del Rio         | 38        | NC              | NC        | ,          |
| 25 | 2012    | 29 janvier 2012  | Saint-Louis (Missouri)          | Scottrade Center             | Sheamus                 | 22        | NC              | NC        | ,          |
| 26 | 2013    | 27 janvier 2013  | Phoenix (Arizona)               | US Airways Center            | John Cena               | 19        | NC              | NC        | ,          |
| 27 | 2014    | 26 janvier 2014  | Pittsburgh (Pennsylvanie)       | Consol Energy Center         | Batista                 | 28        | NC              | NC        | ,          |
| 28 | 2015    | 25 janvier 2015  | Philadelphie (Pennsylvanie)     | Wells Fargo Center           | Roman Reigns            | 19        | NC              | NC        | ,          |
| 29 | 2016    | 24 janvier 2016  | Orlando (Floride)               | Amway Center                 | Triple H                | 30        | NC              | NC        | ,          |
| 30 | 2017    | 29 janvier 2017  | San Antonio (Texas)             | Alamodome                    | Randy Orton             | 23        | NC              | NC        | ,          |
| 31 | 2018    | 28 janvier 2018  | Philadelphie (Pennsylvanie)     | Wells Fargo Center           | Shinsuke Nakamura       | 14        | Asuka           | 25        | ,          |
| 32 | 2019    | 27 janvier 2019  | Phoenix (Arizona)               | Chase Field                  | Seth Rollins            | 10        | Becky Lynch     | 28        | ,          |
| 33 | 2020    | 26 janvier 2020  | Houston (Texas)                 | Minute Maid Park             | Drew McIntyre           | 16        | Charlotte Flair | 17        | ,          |
| 34 | 2021    | 31 janvier 2021  | St. Petersburg (Floride)        | Tropicana Field              | Edge                    | 1         | Bianca Belair   | 3         | ,          |
| 35 | 2022    | 29 janvier 2022  | Saint-Louis (Missouri)          | The Dome at America's Center | Brock Lesnar            | 30        | Ronda Rousey    | 28        | ,          |
| 36 | 2023    | 28 janvier 2023  | San Antonio (Texas)             | Alamodome                    | Cody Rhodes             | 30        | Rhea Ripley     | 1         | ,          |
| 37 | 2024    | 27 janvier 2024  | St. Petersburg (Floride)        | Tropicana Field              | Cody Rhodes             | 15        | Bayley          | 3         | ,          |
| 38 | 2025    | 1er février 2025 | Indianapolis (Indiana)          | Lucas Oil Stadium            | Jey Uso                 | 20        | Charlotte Flair | 27        | ,          |
| 39 | 2026    | Janvier 2026     | Riyad ( Arabie saoudite)        | NC                           | NC                      | NC        | NC              | NC        | [ 91 ]     |

Quelques semaines avant WrestleMania 34, la WWE a annoncé qu'elle se rendrait en Arabie saoudite pour le plus grand Royal Rumble de l'histoire de la WWE avec 50 participants en fin d'avril 2018. Cette édition est nommée Greatest Royal Rumble.
| # | Édition               | Date          | Ville (pays)               | Salle                     | Vainqueur      | Vainqueur | Vainqueur | Vainqueur | Références |
| # | Édition               | Date          | Ville (pays)               | Salle                     | Hommes         | No.       | Femmes    | No.       | Références |
| - | --------------------- | ------------- | -------------------------- | ------------------------- | -------------- | --------- | --------- | --------- | ---------- |
| 1 | Greatest Royal Rumble | 27 avril 2018 | Djeddah ( Arabie saoudite) | King Abdullah Sports City | Braun Strowman | 41        | NC        | NC        | [ 92 ]     |

### Galerie

Les cinq derniers vainqueurs du Royal Rumble match masculin
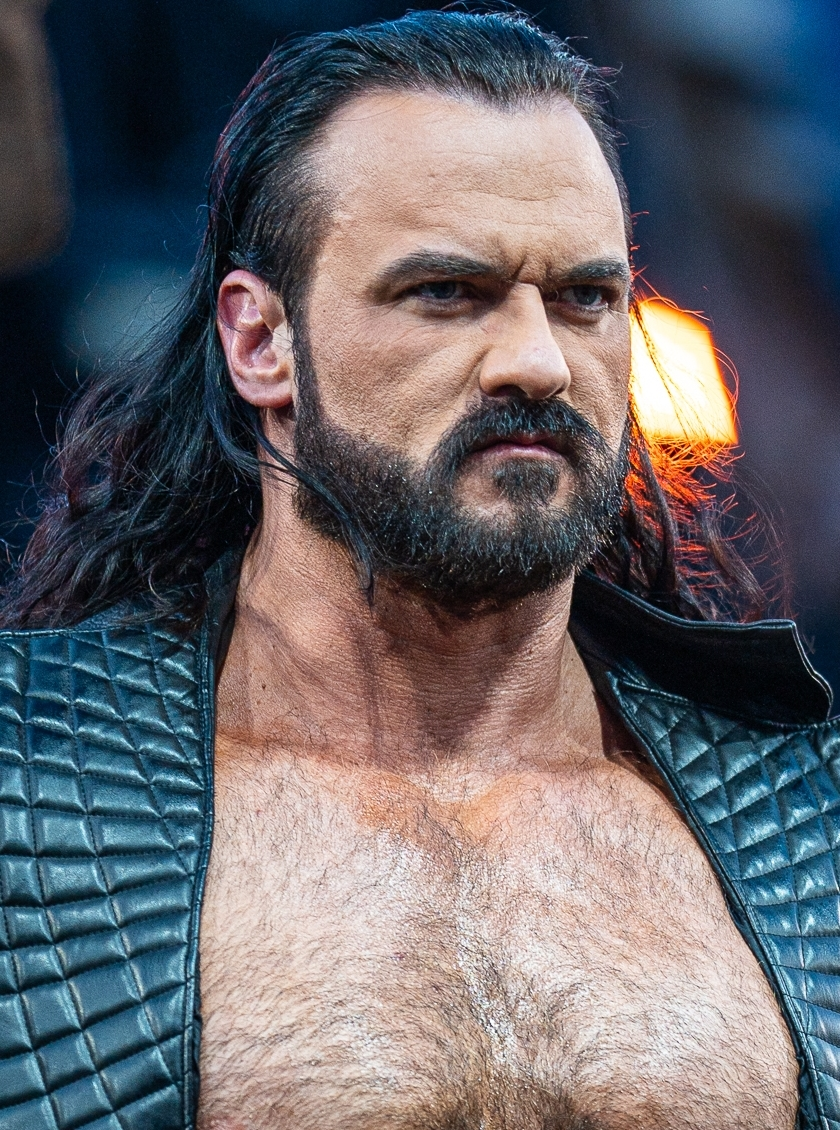
Drew McIntyre, vainqueur en 2020.
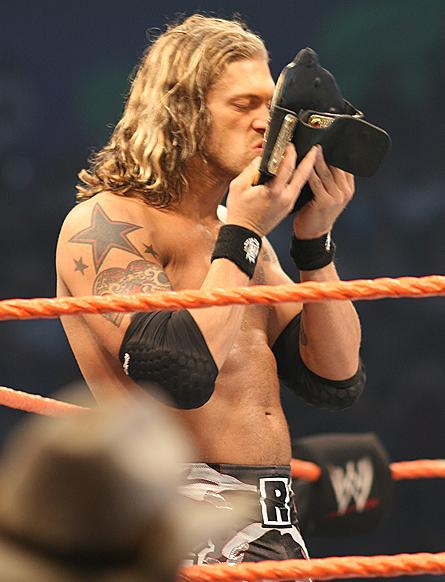
Edge, vainqueur en 2021.
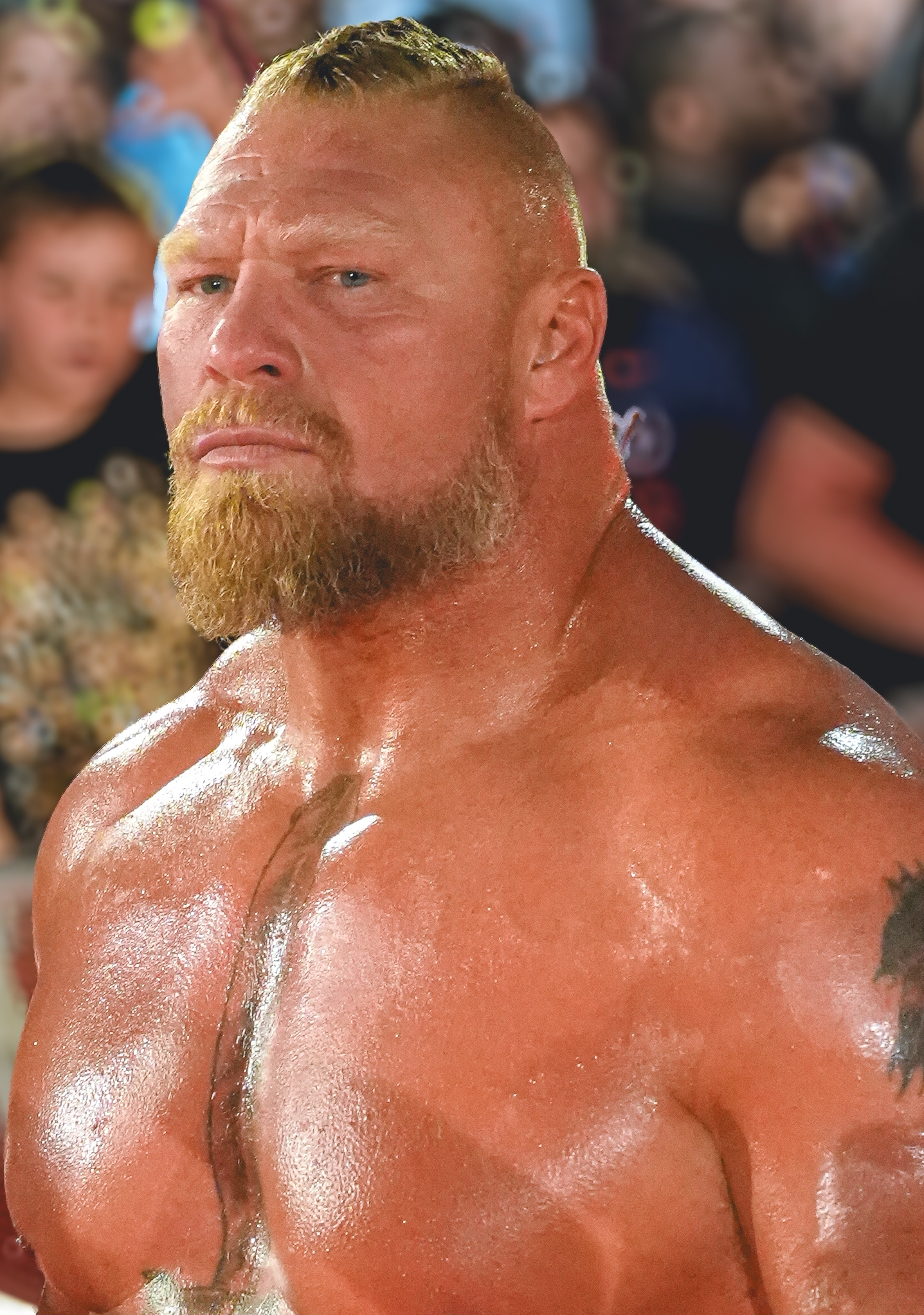
Brock Lesnar, vainqueur en 2022.
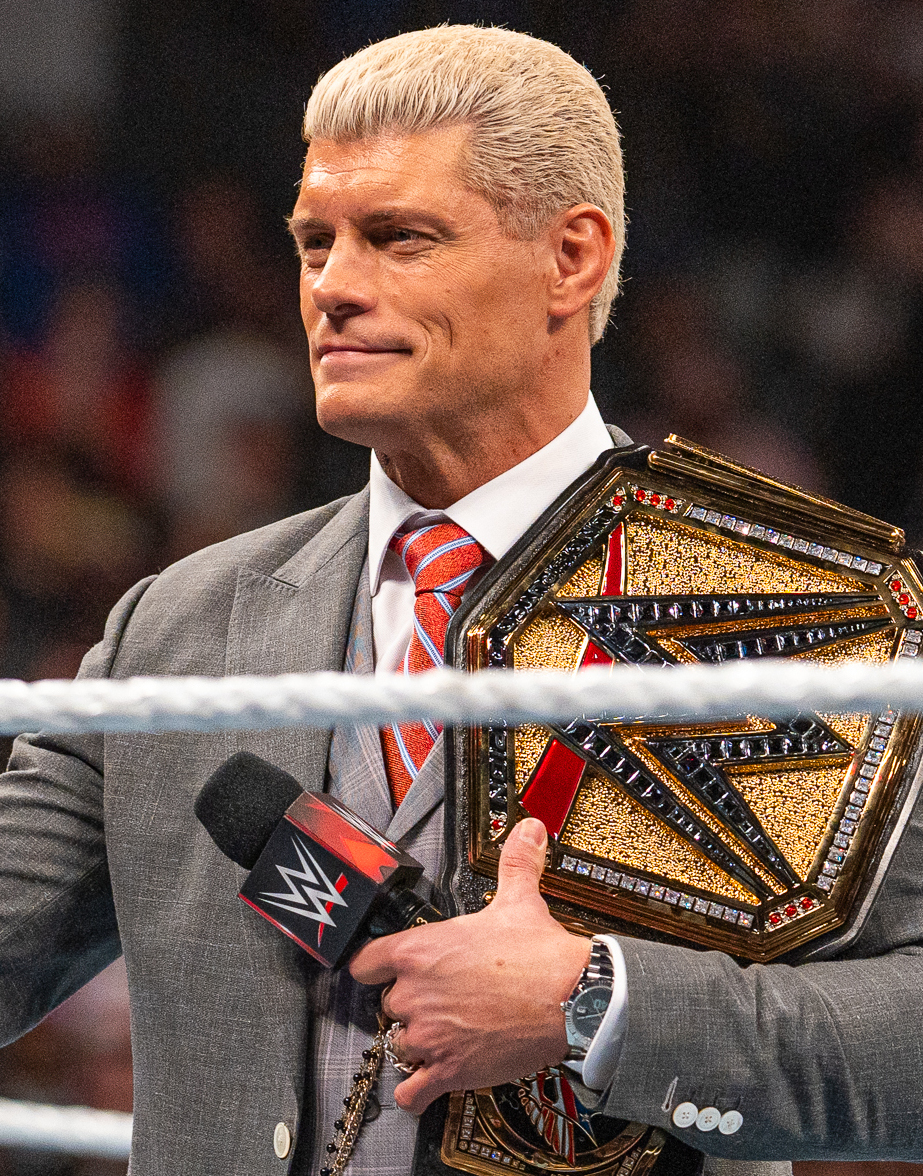
Cody Rhodes, vainqueur en 2023 et 2024.
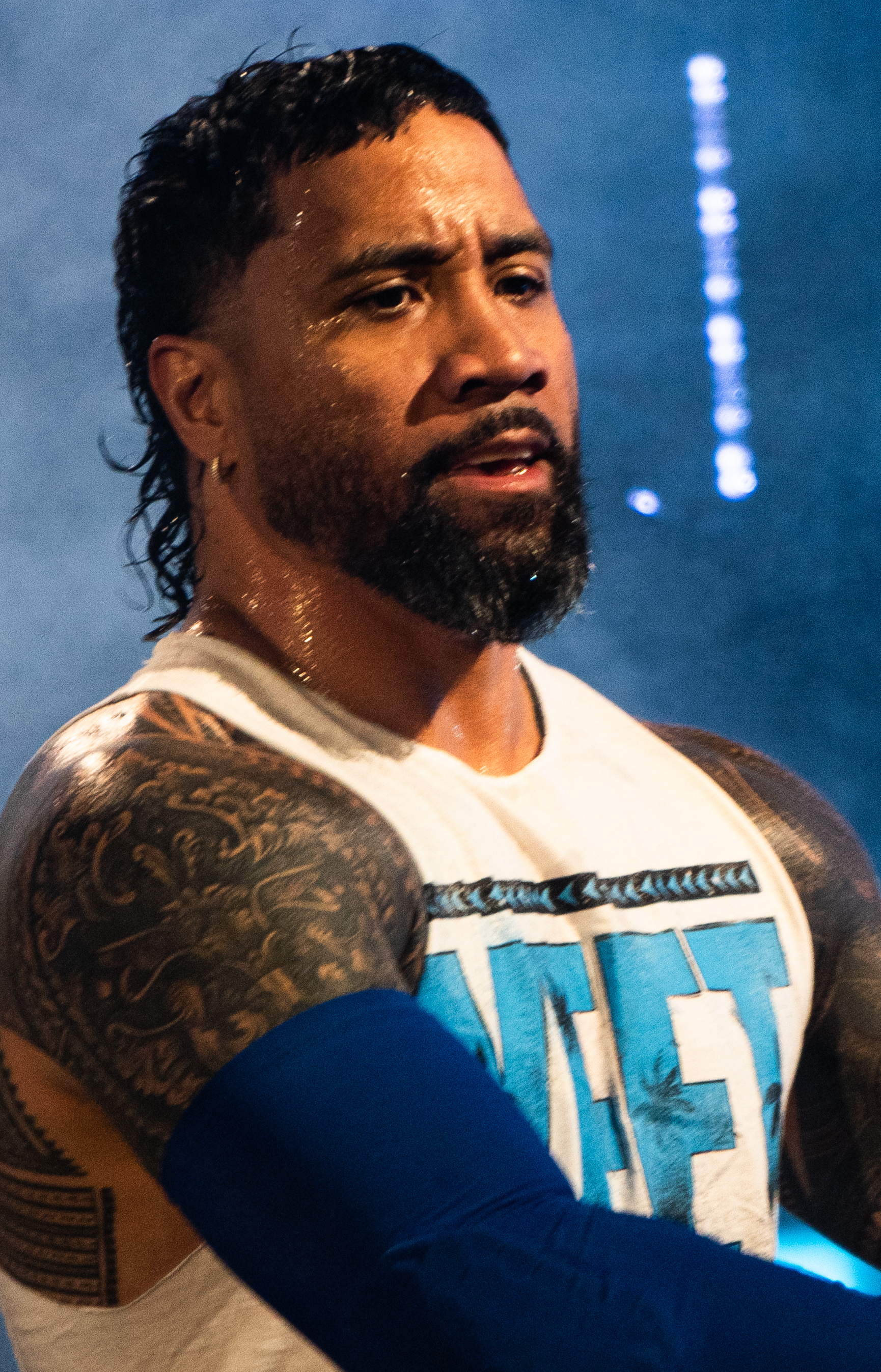
Jey Uso, vainqueur en 2025.

Les cinq dernières vainqueures du Royal Rumble match féminin
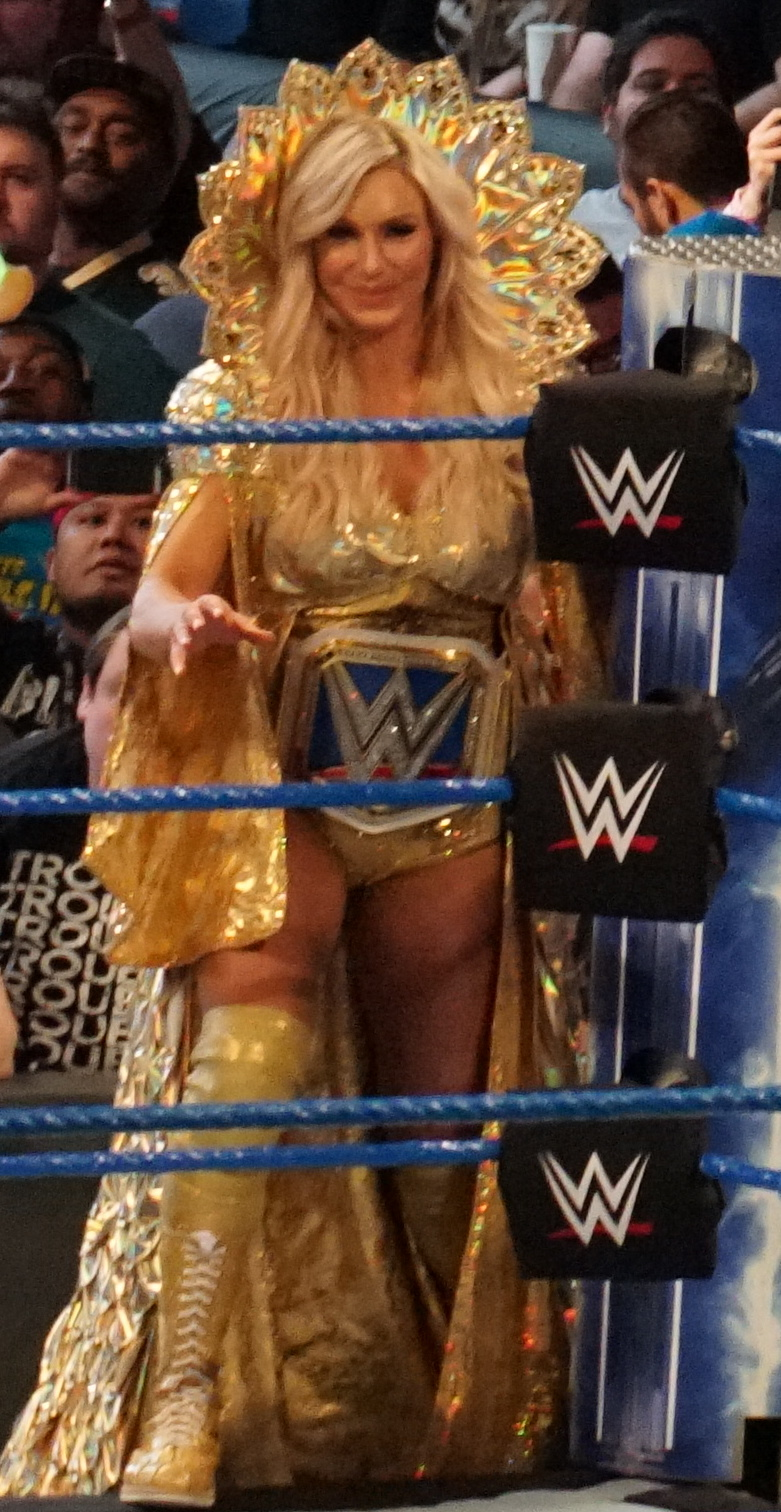
Charlotte Flair, vainqueure en 2020 et 2025.
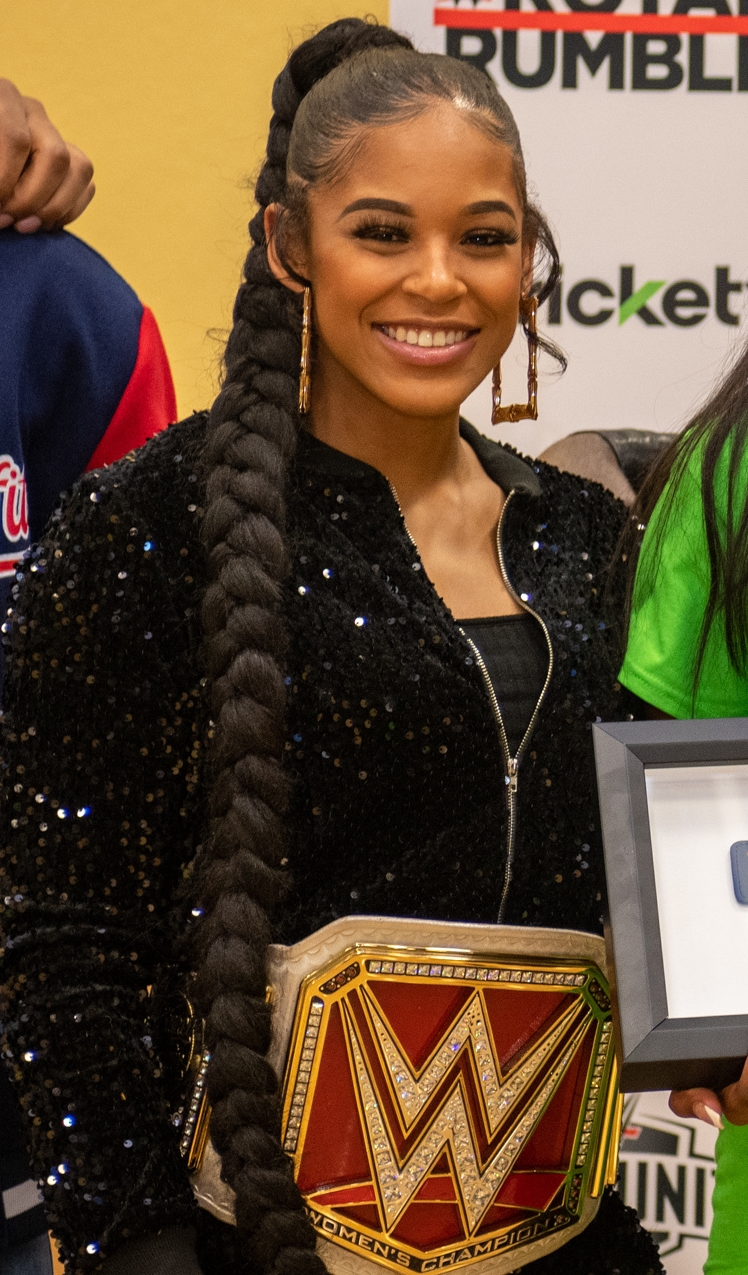
Bianca Belair, vainqueure en 2021.
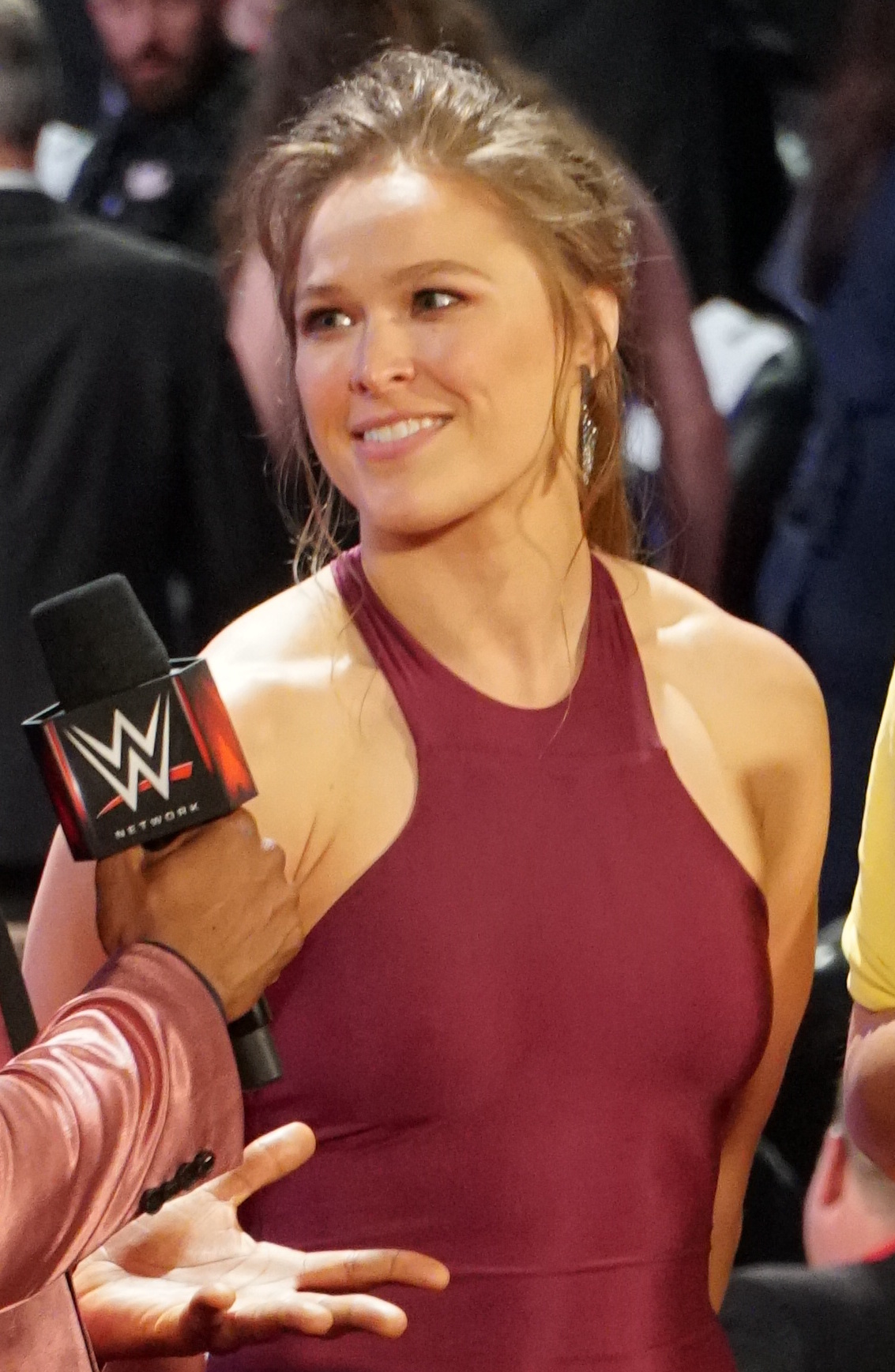
Ronda Rousey, vainqueure en 2022.
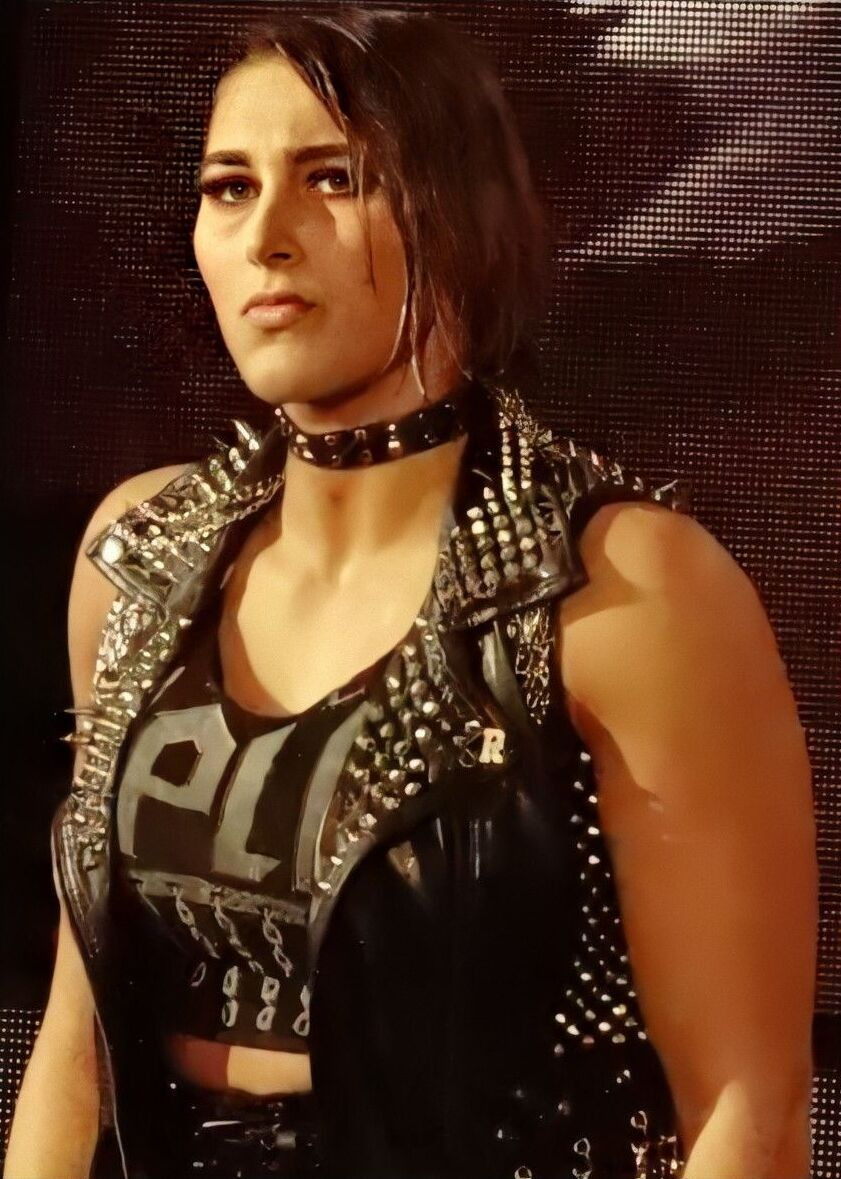
Rhea Ripley, vainqueure en 2023.
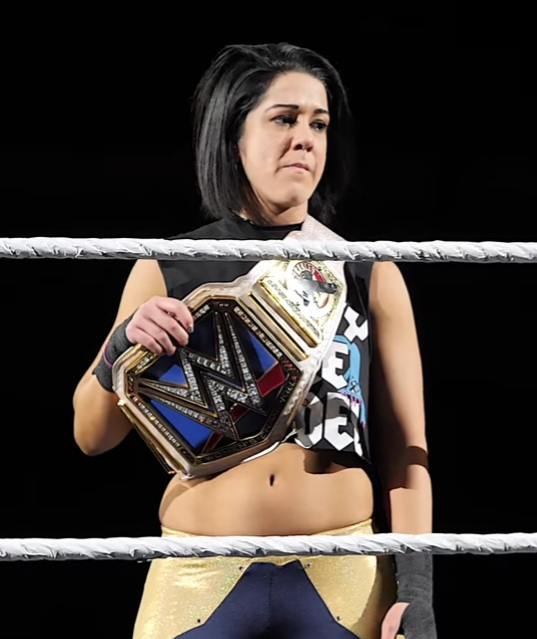
Bayley, vainqueure en 2024.